# Villamayor de Valle
Villamayor de Valle (llamada oficialmente Santiago de Vilamaior do Val) es una parroquia y un lugar del municipio español de Verín, en la provincia de Orense, Galicia.

## Toponimia
La parroquia también es conocida por el nombre de Santiago de Villamayor del Valle.

## Organización territorial
La parroquia está formada por tres entidades de población:
- Caldeliñas
- Salgueiro (O Salgueiro)
- Vilamaior

## Demografía

### Parroquia
| Gráfica de evolución demográfica de Villamayor de Valle (parroquia) entre 2000 y 2023 |
|                                                                                       |
| Datos según el nomenclátor publicado por el INE.                                      |

### Lugar
| Gráfica de evolución demográfica de Vilamaior (lugar) entre 2000 y 2023 |
|                                                                         |
| Datos según el nomenclátor publicado por el INE.                        |